# Dasytrogus kabakovi
Dasytrogus kabakovi är en skalbaggsart som beskrevs av Nikolajev 1976. Dasytrogus kabakovi ingår i släktet Dasytrogus och familjen Melolonthidae. Inga underarter finns listade i Catalogue of Life.